# Castello di Montemagno Monferrato
Il Castello di Montemagno Monferrato è un antico castello situato a Montemagno Monferrato nel Monferrato astigiano in Piemonte.

## Storia
I primi documenti attestanti l'esistenza del castello risalgono al 981. In origine il castello non era altro che un mastio circondato da un muro e da un fossato.
Nei secoli successivi la struttura venne progressivamente ampliata; nel frattempo i signori di Montemagno Monferrato videro accrescere la propria importanza anche grazie all'alleanza con la vicina Asti. Le guerre che contrapposero quest'ultima al Marchesato del Monferrato furono però la causa dei gravi danneggiamenti del 1269 e della parziale distruzione del 1290.
Il castello venne quindi ricostruito all'inizio del XIV secolo, mentre nel secolo successivo i signori di Montemagno Monferrato giurarono fedeltà ai duchi di Savoia.
Nel XVI secolo, in seguito all'annessione del Monferrato al Ducato di Mantova, il castello appartenne ad un gran numero di famiglie diverse, passando dai Della Cerda agli Ardizzi, ai Callori, ai Griselli, ai Sanseverino e ai Cavalchini, giungendo infine nelle mani dei conti Calvi di Bergolo, cui ancor oggi appartiene.

## Descrizione
Il castello sorge in posizione dominante in cima al colle sul quale si adagia il borgo di Montemagno Monferrato. Presenta una pianta irregolare. Le belle finestre ad arco a sesto acuto decorate da cornici policrome in cotto e tufo alternati secondo l’uso astigiano vennero aperte durante le opere di ricostruzione del XIV secolo, parallelamente all'aggiunta della ricca fascia di coronamento. Le grandi finestre rettangolari, i balconi e la corte ellittica risalgono invece a campagne di costruzione settecentesche. L'accesso al castello avviene tramite un ponte levatoio che permette di superare il fossato che lo circonda.